# Engelbert Strauss
Engelbert Strauss GmbH & Co. KG es una empresa alemana de venta por correspondencia y venta al por menor de ropa de trabajo, calzado de protección y suministros profesionales e industriales en general. Tiene su sede central en Biebergemünd y cuenta con 1300 empleados.